# دونالد جي. سوبول
دونالد جي. سوبول (بالإنجليزية: Donald J. Sobol)‏ (4 أكتوبر 1924، نيويورك في الولايات المتحدة - 11 يوليو 2012، ميامي في الولايات المتحدة)؛ كاتِب مُتخصِّص في أدب الأطفال وروائي أمريكي. درس في كلية أوبرلين.